# Іллінська церква (Шалигине)

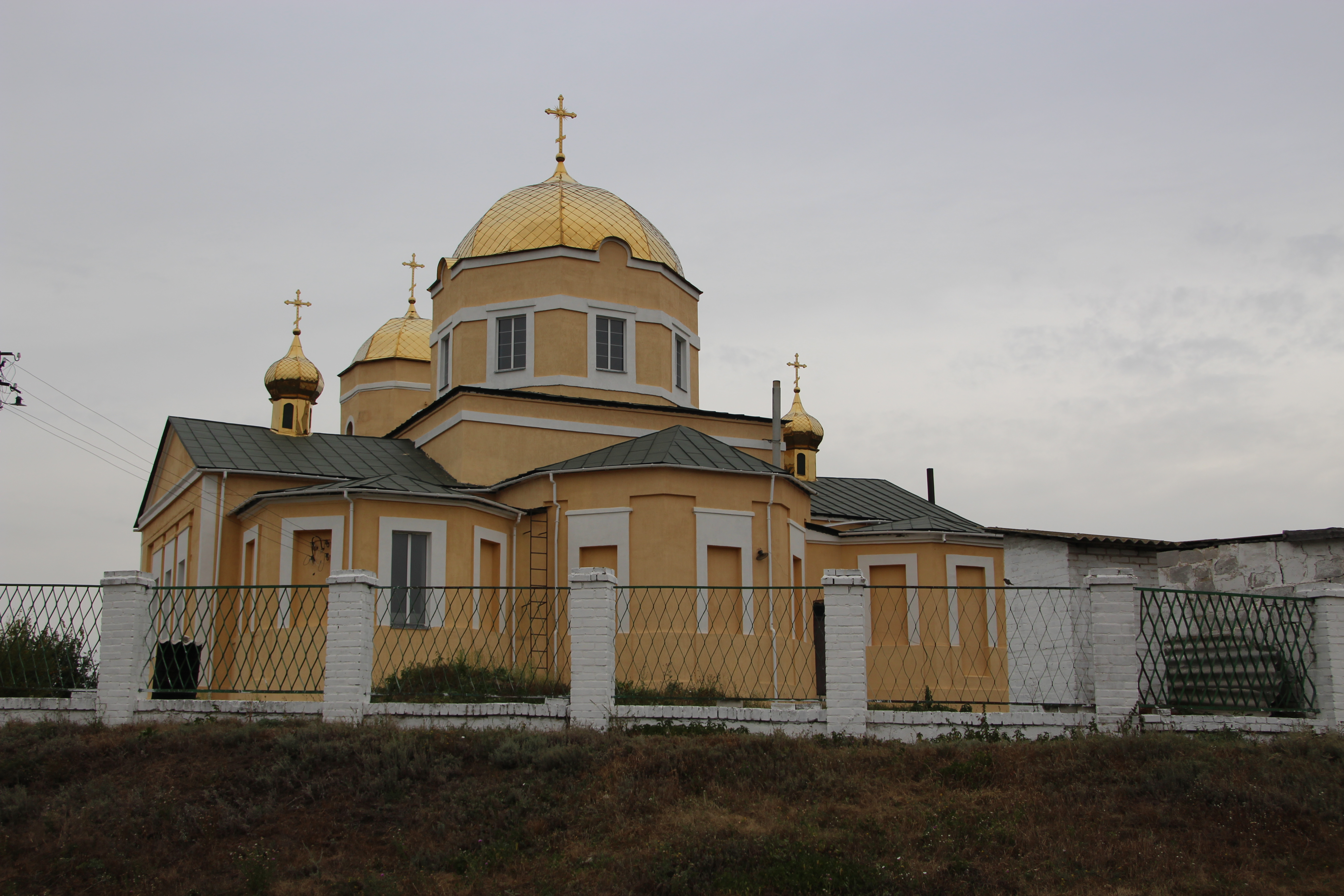
Іллінська церква

Іллінська церква (Шалигине) — пам'ятка архітектури місцевого значення. Знаходиться за адресою: Сумська область, Шосткинський район, с. Шалигине.    

## Опис
Перший храм у селі Шалигине був побудований із дерева в період із 1646 по 1653 рік.   У 1798 році на місці дерев'яної церкви була побудована нова, також деревʼяна. У 1889-1906 роках замість попереднього дерев'яного храму була збудована Іллінська церква.  Церкву було закрито у 1930-х роках, куполи та дзвіниця були знищені, але у 90-х роках ХХ століття храм реставрували. Зараз у ньому проходять богослужіння, а настоятелем є о. Василь (Ціко) з 1991 року. У 2008 році проведена реконструкція.

## Архітектурні особливості
Церква цегляна, має типову для православних храмів композицію. Тридільна, з трьома куполами, які увінчані хрестами. Вікна прямокутні. До входу в церкву ведуть бетонні сходи. 
В інтер’єрі — триярусний іконостас відповідно до православних канонів. Вузька хрестова структура храму, без стовпів у центрі, що дозволяє візуально сприймати всю композицію в ієрархії куполів і центрального простору. Куполи, арки, стіни покриті фресками — сюжетами біблійної тематики.